# Bo Katzman
Bo Katzman, geboren als Reto Borer (18 april 1952), is een Zwitserse jazzzanger, -muzikant en gospelkoorleider.

## Biografie
Op 8-jarige leeftijd kreeg Bo Katzman een minigitaar, waarvan hij zo enthousiast was, dat hij al na een korte periode optrad op verschillende feestelijkheden in de familiaire kring. Op 11-jarige leeftijd formeerde hij een eigen gospelkoor met een groep padvinders. 
Tijdens de jaren 1960 kreeg hij de matura in muziek en studeerde hij vervolgens aan het conservatorium in Bazel. Hij kreeg het diploma als zangdocent en koordirigent. Vanaf 1968 was Katzman bassist in verschillende jazzbands. In 1969, 1971 en van 1973 tot 1975 was hij actief als bassist in de Frenkendörfer Bourbon Street Jazzband. Tijdens deze periode was hij ook als muzikant en zanger actief in het dansorkest Georg Bielser Septet uit Pratteln. Later speelde hij in verschillende amusementsorkesten.
In 1976 bracht hij een single en een album uit in Duitsland als bassist in de rockband Monroe. In 1979 verscheen het eerste in Frankfurt am Main uitgebrachte album The Kat onder het pseudoniem 'Beau Katzman'. In 1981 volgde het album Beausitive, maar het succes bleef uit.
In 1983 trad Bo Katzman op met de Bo Katzman Gang, maar het commerciële succes bleef mislukken. Alleen het derde album In The Jungle bevatte de eerste hit I'm In Love With My Typewriter. Een jaar later kwamen de singles A Little Too Much en Who's That Woman in de nationale hitlijsten. In 1985 richtte hij het kinderkoor Katz Kids op, dat uitgroeide tot een van de grootste kinderkoren in Europa. De single We Are The Katz Kids werd uitgebracht door EMI Music in Zwitserland.
In 1986 werd het album Katz People uitgebracht, dat in de Zwitserse hitlijsten van 0 op 11 kwam en tot op heden het grootste succes was. Het album en de single Working on the Galley werden in de herfst in heel Europa uitgebracht. In 1987 richtte hij het Bo Katzman-koor op, dat vandaag tussen de 100 en 150 leden heeft en het grootste gospelkoor in Europa is. Tussen 1987 en 1990 was Bo Katzman succesvol met zijn nieuwe formatie Bo Katzman & the Soul Cats. In 1990 trad Bo Katzman met zijn Katz Kids en het nummer Celebration Day als eerste Zwitser op in het tv-programma Wetten, dass..?. De song was het officiële lied van de eerste internationale jeugdwinterspelen.
Op 29 mei 2014 speelde de Bo Katzman Gang in hun originele bezetting ter gelegenheid van de Nationale Zomerspelen op de Bundesplatz in Bern. Eind september werd de nieuwe bonus-cd Katz People uitgebracht met drie eerder niet uitgebrachte nummers.
De jaren 1990 werden vooral gekenmerkt door publicaties en jaarlijkse Zwitserse tournees van het Bo Katzman Choir. In 1998 verscheen voor het eerst in tien jaar een publicatie van Bo Katzman zonder de deelname van het koor: de single Voices of Paradise. Het lied werd in Zwitserland bekroond met goud. In 1999 produceerde Katzman, samen met John Brack en Steve Lee (Gotthard) de single With a little Help from my Friends (Zwitserse hitlijst, #18). In hetzelfde jaar bereikte de cd Heaven & Earth van het Katzman-koor binnen vier weken de goudstatus.
In 2001 toerde Bo Katzman opnieuw met zijn oude rockhits door de Zwitserse clubs. Ondanks het grote succes was het het definitieve afscheid van Bo Katzman als rockmuzikant, die zich alleen nog aan de gospel wilde wijden. In 2005 werd Bo Katzman geëerd voor tien gouden platen binnen tien jaar. In 2012 ontving Bo Katzman de 13e gouden plaat voor de cd Winter Nights en viert hij met zijn koor 25 Years Bo Katzman Choir op een grote Zwitserse tournee. In 2014 ging Bo Katzman op tournee met een nieuwe show en koor.

## Discografie

### Studioalbums
- 1979: The Kat
- 1981: Beausitive
- 1983: In the Jungle
- 1986: Katz People
- 1988: Seven Days
- 1990: The wonderful World of the Soul Cats
- 1990: Katz Kids singed Wälthits
- 1993: A Gospel Night
- 1994: A glory Night
- 1995: White Nights
- 1996: Heaven
- 1996: Katz Kids: Beatles Hits für Kids
- 1997: Miracles
- 1998: Voices of Paradise
- 1999: Heaven & Earth
- 2000: Betlehem
- 2001: Spirit of Joy
- 2002: Mystery Moon
- 2003: The Gospel Book
- 2004: Heaven's Gate
- 2005: Symphony Of Life
- 2005: Zwischen Himmel und Erde (alleen in Duitsland)
- 2006: The Gospel Road
- 2006: The Power of Gospel (alleen in Duitsland)
- 2007: Soul River
- 2008: Gospel Visions
- 2008: Joy To The World – Christmas Gospel Time
- 2009: Gospel Locomotion
- 2010: Winter Nights
- 2011: Land of Dreams
- 2012: Glory Day
- 2013: Neue Ufer
- 2014: Stars of Heaven
- 2015: Your Christmas (Bo Katzman & Chor)
- 2017: The Truth (Bo Katzman & The Cat Pack)

### Singles
- 1979: The Kat
- 1983: I'm in Love with My Typewriter
- 1984: Who's That Woman
- 1984: A Little Too Much
- 1985: We Are the Katz Kids
- 1986: Working on the Galley
- 1987: Love and Pain
- 1987: Cuba Rum – Summer Remix
- 1988: Follow Me
- 1990: Celebration Day
- 1990: Kiss
- 1990: Jailhouse Rap
- 1998: Voices of Paradise
- 1999: With a Little Help from My Friends (Die 3 Tenöre: Brack/Lee/Katzman)
- 2006: Let's Make a Baby King!
- 2011: Ferry Me Over
- 2013: Wenn die Welt uns ruft

- Gemeinsame Normdatei: 135456274
- International Standard Name Identifier: 0000 0000 5594 5563
- MusicBrainz: 2390a247-fc42-424d-873a-b53351586879
- Virtual International Authority File: 80195693
- WorldCat: E39PBJtCDdRYqyCDqYJBY3X8G3